# تیرجان
تیرجان (به ترکی آذربایجانی: Tircan) یک منطقهٔ مسکونی در جمهوری آذربایجان است که در شهرستان اسماعیللی واقع شده‌است. تیرجان ۱٬۳۷۵ نفر جمعیت دارد.